# You're My Best Friend
You're My Best Friend là một bài hát có tình cảm mãnh liệt, tiết tấu gấp gáp, do John Deacon sáng tác và được ban nhạc Queen biểu diễn. Bài hát ban đầu có trong album A Night At The Opera năm 1975 và sau đó đã được phát hành như một đĩa đơn. Bài hát này cũng có trong album Greatest Hits làm năm 1981.
Bài hát được sáng tác cho Veronica, vợ của John Deacon. Trong bài hát này, John Deacon chơi một chiếc đàn piano điện tử Wurlitzer và sử dụng âm bass của chiếc đàn này. Âm thanh 'bark' của tiếng bass trong đàn Wurlitzer chính là điều dễ nhận thấy nhất trong cả bài hát.
John Deacon: Ồ, Freddie không thích chiếc đàn piano điện tử, nên tôi mang nó về nhà và bắt đầu học cách chơi đàn và về cơ bản thì bài hát đã hình thành khi tôi đang học chơi piano. Bài hát đã được viết cho nhạc cụ đó và nghe khá hay với nó. Bạn biết không, phần lớn các bài hát được viết cho loại nhạc cụ đó
Freddie Mercury: Tôi từ chối chơi những thứ đó [the Wurlitzer]. Nó rất nhỏ và khó chịu và tôi không thích chúng. Tại sao phải chơi những thứ này khi bạn có một chiếc đại dương cầm yêu thích ? Tôi nghĩ, cơ bản là anh ấy muốn tạo hiệu quả như mình [John] mong muốn

## Trong văn hoá đại chúng
Vào năm 2004, bài hát đã xuất hiện trong phim Shaun of the Dead. Bài hát cũng có trong những khoảnh khắc cuối cùng của Will & Grace năm 2006, và có cả trong phim The Break-Up.